# Mamiz Ab
Mamiz Ab (tiếng Ba Tư: مميزاب, hay Mamīz Āb, Mahīz Āb, Mamīzā, Mazmāgerd, và Mazmāgird) là một ngôi làng ở quận Salehabad, tỉnh Razavi Khorasan, Iran. Vào năm 2006, dân số của nó là 982 người, trong 216 hộ gia đình.